# Hanam
Hanam (en coreano:하남시, Romanización revisada: hanamsi) es una ciudad en la provincia de Gyeonggi, al norte de la república de Corea del Sur. Está ubicada al oeste de Seúl a unos 30 km y su área es de 93.1 km². Su población total en 2011 era de 150.364. Es considerada ciudad desde 1989.

## Administración
La ciudad de Hanam se divide en 18 distritos (dong).
- Gambuk-dong (감북동)
- Gami-dong (감이동)
- Gamil-dong (감일동)
- Gyosan-dong (교산동)
- Deokpung-dong (덕풍동)
- Misa-dong (미사동)
- Baealmi-dong (배알미동)
- Sangsachang-dong (상사창동)
- Sangsangok-dong (상산곡동)
- Changwoo-dong (창우동)
- Cheonhyeon-dong (천현동)
- Choi-dong (초이동)
- Choil-dong (초일동)
- Chungung-dong (춘궁동)
- Pungsan-dong (풍산동)
- Hasachang-dong (하사창동)
- Hasangok-dong (하산곡동)
- Hagam-dong (학암동)

## Ciudades hermanas
- Rushan, condado de Weihai, República Popular China.
- Little Rock, EE:UU.
- San Pablo, Filipinas